# ジェーシービー
株式会社ジェーシービー（英語: JCB Co., Ltd.）は、東京都港区南青山に本社を置く、日本のクレジットカード会社。略称はJCB。国際ブランドのJCBを運営し、カード発行と会員対応を行うイシュア (issuer) および加盟店対応を行うアクワイアラ（acquirer)である。

## 概説
社名は前身の「日本クレジットビューロー（英語: Japan Credit Bureau）」の頭文字に拠る。日本唯一の国際カードブランドを運営する。非米国系国際ブランドかつ日本のブランドであることから「サムライカード」の呼称が散見され、2000年代後半から入社案内の社史も用いる。日本国内でのシェア28%で、Visaの50.8%に次いで2位である。
国内外の金融機関に国際ブランドの決済システムを提供し、プロパーカードであるJCBオリジナルシリーズ（OS）や提携カードなどの発行、加盟店管理なども行う。アメリカン・エキスプレス（アメックス）やダイナースクラブと同様に、国際ブランド業務と自社ブランドのカードの発行業務（イシュア）を行っている。国際ブランドではVisaやMastercardに比して市場占有率が低く、一部を除いて日本国外では使用できない場合がある。現在はアジア市場を中心に海外展開を進めており、海外カード会員数や加盟店数は増加傾向にある。 アメックスと提携しているため、海外のアメックス加盟店でも利用可能である。

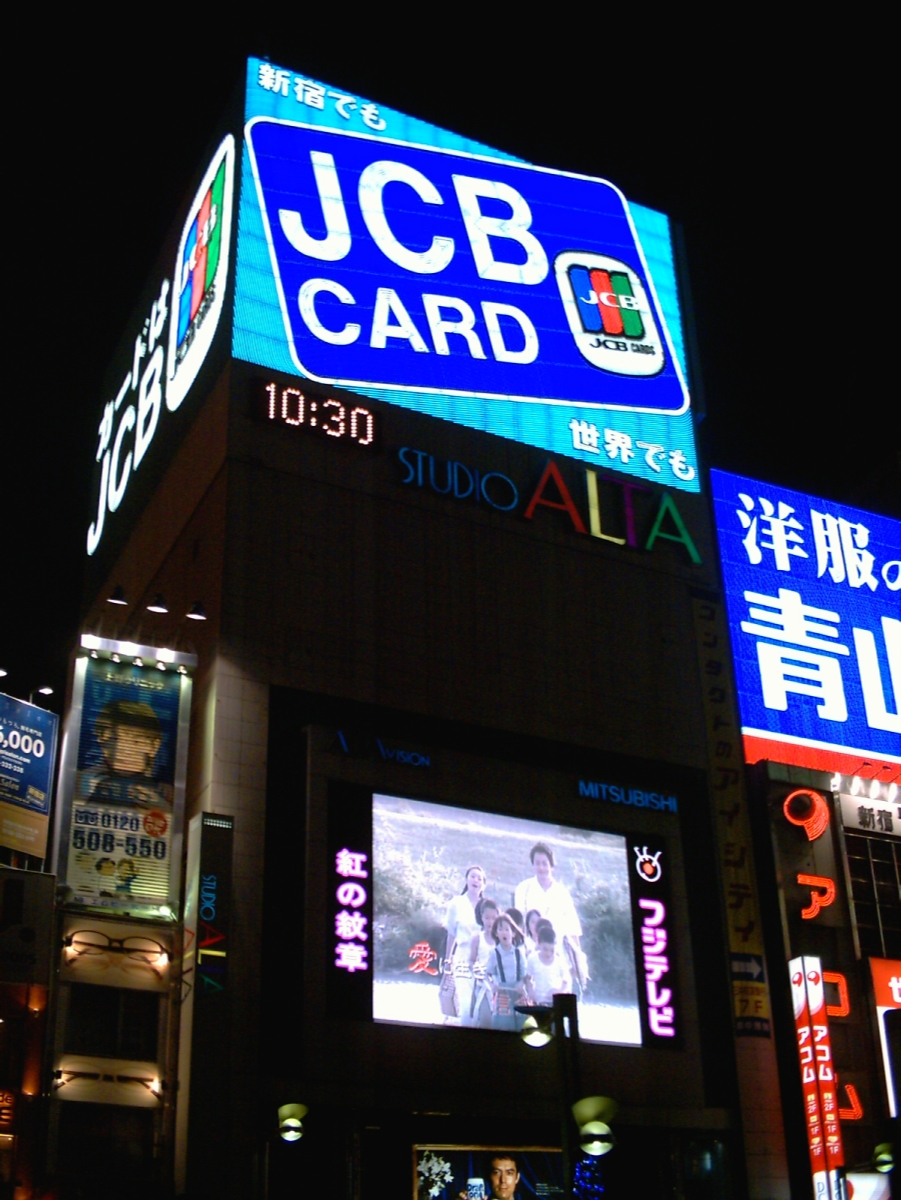
広報活動の一例
新宿アルタ屋上のネオンサイン2008年4月迄

ブランドマークの青赤緑は、設立に関わった各社のコーポレートカラー、東洋信託銀行（現・三菱UFJ信託銀行）の青、日本信販（現・三菱UFJニコス）の赤、三和銀行（現・三菱UFJ銀行）の緑、から採った。歴代社長は、三和銀行から副頭取クラスが代々派遣され、2004年に日本信販がUFJ銀行の連結子会社となり設立母体はいずれもUFJグループを経て三菱UFJフィナンシャル・グループ（MUFG）となっている。みどり会の会員企業として三和グループに属するため、2005年にUFJホールディングスを吸収した三菱東京フィナンシャル・グループは、カード事業や人事で交流は無く関連が無い。日本でJCBカードを取り扱うJCBグループあるいはその母体会社の多くはジェーシービー本体へ出資しており、メガバンク再編以来は三井住友銀行も株主である。
りそな銀行はUFJグループに次ぐ大株主であったが、2005年9月に持株約12パーセント (%) の売却が報道され、2006年7月に当社と包括的に業務提携したオリックスに約5%、野村證券に約5%（野村信託銀行へ信託）、野村ホールディングスに約2%を売却し、主要株主に変化が生じた。2008年5月に野村證券が保有株をトヨタファイナンスの親会社であるトヨタファイナンシャルサービスに売却したことでトヨタグループも主要株主となるなど、特定のグループに依存せずに広く事業を展開する。
2007年6月1日に1968年以来のエンブレムデザインを変更し、従来のトリコロールデザインを踏襲して新しくデザインした。青は「責任感」、赤は「活力感」、緑は「親近感」をそれぞれ表現と新たに定義づけた。2013年8月1日にカードエンブレムにトリコロールをモノトーンとしたものを追加した。2015年6月から、国内で『世界にひとつ。あなたにひとつ。』、世界で『Uniquely Yours』をそれぞれブランドメッセージとする。
当初は国際ブランドではなく、初代社長河村良介と2代目社長朝長正軌の意向を受け、3代目社長谷村隆、4代目社長池内正昭、国際部門担当専務村田和直らが1980年代から積極的に世界で営業し、世界的クレジットカードブランドとなる。

## 歴史
- 1961年 - 1月25日に三和銀行と日本信販が「株式会社日本クレジットビューロー」（Japan Credit Bureau, JCB）を設立し、日本ダイナースクラブに次いで国内2社目のクレジットカード会社となる。1961年5月11日に大阪を本拠地とする大阪信用販売（大信販、現在のアプラス）と三和銀行が「株式会社大阪クレジットビューロー」(Osaka Credit Bureau, OCB) を設立する[20]。業務開始当初から、監督官庁の承認を得て民間企業として初めて、カード利用代金を銀行口座から自動振替するシステムを採用した。
- 1967年 - アメリカン・エキスプレスと提携して国際カード発行開始[注 2]。
- 1968年
  - 北海道拓殖銀行と「エイチ・シー・ビー」(HCB) を札幌に設立。
  - JCBとOCBが合併（株式会社大阪クレジットビューロー (OCB) が存続会社となり、JCBは解散）して商号を「株式会社日本クレジットビューロー (JCB)」に変更した[21]。現行のJCBは2代目にあたる。
- 1978年 - 商号を「株式会社ジェーシービー」に変更。
- 1981年 - 日本のカード会社として初めて、独自の国際展開を開始する。香港に現地法人JCB ASIAを設立し、現地の銀行OTBと提携して加盟店開拓を開始。
- 1982年 - ゴールドカード発行開始。
- 1985年 - 海外発行開始。
- 1988年 - 1983年に開園した東京ディズニーランドと加盟店契約してオフィシャルカードとなる。
- 1990年 - スーパーゴールドカードの「ザ・クラス」、若年層向けゴールドカード「ネクサス」発行開始。
- 1994年 - 三鷹市にカードセンター開設。
- 1998年 - 北海道拓殖銀行が破綻して同社子会社エイチ・シー・ビー (HCB) を「株式会社ジェーシービー北海道」として子会社化。
- 2001年
  - リボルビング払い専用カード「JCB Arubara」発行開始。
  - - ICクレジットカードの標準発行を開始[22]。
- 2004年 - EMV仕様準拠ICカードの推進等を目的とした会社である EMVCo, LLC に経営参加[23]。
- 2005年 - 株式会社ジェーシービー北海道を吸収合併。
- 2006年 - ビットワレットと両社がそれぞれ展開する非接触IC決済の普及拡大で提携を発表[24]。
- 2007年 - 1968年からJCBエンブレムのデザインを39年ぶりに変更すると共に、ブランドスローガンを日本国内は「うれしいを、しっかり。」に、国外向けは「Good times start here.」に変更。
- 2009年 - ウォルト・ディズニー・ジャパン株式会社とマーケティング・アライアンス契約および提携カード契約締結。
- 2010年 - 「JCBゴールド ザ・プレミア」発行開始
- 2011年 - 国内で初めてATMでICクレジットカード暗証番号変更サービス開始・中期経営計画「"Spiral Growth"〜Global 2013〜」策定。JCBカード、フランチャイズカード、ライセンスカードが一般会員からプラチナ会員などへ、スキミング防止のためにホロマグネットストライプを施したカードへ順次切り替え。
- 2015年 - 従業員に違法な長時間労働をさせたとして書類送検。2016年に労働基準法違反の罪で有罪判決。
- 2017年 - 8年ぶりにオリジナルシリーズとして個人向けプラチナカード「JCBプラチナ」「JCB CARD W」「JCB CARD W plus L」発行開始[25]。
- 2018年 - アメリカにおける個人向けカードの発行及び取り扱い終了[26]。
- 2021年 - 11月、JCB ORIGINAL SERIESのカードの券面や機能刷新を発表。カード情報を裏面に集約し、JCB独自のタッチ決済を標準で搭載。12月以降にカードの発行などを開始[27]。12月時点はクイックペイ搭載カード、JCB GOLD EXTAGE、ディズニーデザインなど一部カードが対象外。

## 国内拠点
- 本社 東京都港区南青山5丁目1-22 青山ライズスクエア
- JCBカードセンター 東京都三鷹市下連雀7丁目5-14
- JCB鳥取ソリューションセンター 鳥取県鳥取市若葉台北6-1-1
- 大阪支社 大阪市中央区北浜東4-33 北浜 NEXU BUILD

## 会員数・加盟店数・取扱高
会員数、加盟店数及び取扱高推移。2006年度及び2011年度に集計基準が変更され、2006年3月末から2007年3月末にかけて日本国外会員数が減少している。かつて海外で、加盟店が競合他社に比して少なく使用機会に恵まれない時期があった。
| 期日          | 会員数      | 会員数     | 会員数     | 加盟店数   | 加盟店数 | 加盟店数   | 取扱高    |
| 期日          | 総数        | 日本国内   | 日本国外   | 総数       | 日本国内 | 日本国外   | 取扱高    |
| ------------- | ----------- | ---------- | ---------- | ---------- | -------- | ---------- | --------- |
| 2003年3月末日 | 4,395 万人  |            |            | 889 万店   |          |            | 5.0 兆円  |
| 2004年3月末日 | 4,756 万人  |            |            | 977 万店   |          |            | 5.1 兆円  |
| 2005年3月末日 | 5,086 万人  |            |            | 1,073 万店 |          |            | 5.3 兆円  |
| 2006年3月末日 | 5,399 万人  | 4,935 万人 | 464 万人   | 1,239 万店 | 443 万店 | 796 万店   | 6.4 兆円  |
| 2007年3月末日 | 5,575 万人  | 5,239 万人 | 336 万人   | 1,350 万店 | 519 万店 | 831 万店   | 7.1 兆円  |
| 2008年3月末日 | 5,978 万人  |            |            | 1,232 万店 |          |            | 7.8 兆円  |
| 2009年3月末日 | 6,097 万人  |            |            | 1,280 万店 |          |            | 8.3 兆円  |
| 2010年3月末日 | 6,421 万人  | 5,819 万人 | 602 万人   | 1,641 万店 |          |            | 8.6 兆円  |
| 2011年3月末日 | 6,926 万人  |            | 869 万人   | 1,838 万店 |          |            | 9.7 兆円  |
| 2012年3月末日 | 7,746 万人  |            | 1,095 万人 | 2,225 万店 |          |            | 13.6 兆円 |
| 2013年3月末日 | 8,018 万人  | 6,553 万人 | 1,465 万人 | 2,383 万店 | 815 万店 | 1,568 万店 | 15.6 兆円 |
| 2014年3月末日 | 8,447 万人  |            |            | 2,687 万店 |          |            | 18.9 兆円 |
| 2015年3月末日 | 8,958 万人  |            |            | 2,857 万店 |          |            | 22.6 兆円 |
| 2016年3月末日 | 9,563 万人  |            | 2,185 万人 | 3,108 万店 |          | 2,106 万店 | 25.5 兆円 |
| 2017年3月末日 | 10,569 万人 |            |            | 3,312 万店 |          |            | 26.6 兆円 |
| 2018年3月末日 | 11,700 万人 | 9,055 万人 | 2,646 万人 |            |          |            | 29.9 兆円 |
| 2019年3月末日 | 13,074 万人 | 9,989 万人 | 3,018 万人 |            |          |            | 32.6 兆円 |
| 2020年3月末日 | 14,152 万人 |            |            |            |          |            | 35.0 兆円 |

## JCBブランド
世界的クレジットカードブランドで、日本を発祥とする唯一の国際ブランドである。JCBロゴマークを付すクレジットカードは世界のJCB加盟店で利用可能で、JCBブランド共通サービスが利用可能である。

### 加盟店
1981年に初めて独自加盟店を香港で獲得して以降、日本国外の加盟店網を広げ、展開国や地域は1987年に100か国、1996年に160か国をそれぞれ超え、国外加盟店は2016年に2100万店を超える。
ジェーシービーは、海外業務を担う子会社「株式会社ジェーシービー・インターナショナル」(JCBI) を設けている。

#### 日本
東京と大阪で扱いを統合し、九州は早期から営業し、北海道は関連企業を設立するなど、地域偏差が少ない国内最多の加盟店網を有す。かつては個人経営や小規模店舗などJCBのみ扱い店も見られたが、近年は手数料が割安なVisaやマスターカードのみ扱い店も増えた。
アメリカン・エキスプレス（アメックス）とディスカバーカード、ダイナースクラブはジェーシービーと提携し、ほとんどのJCB加盟店で利用可能である。各社の手数料率から加盟店により扱いが無い事例も見られる。#アクワイアリング業務に記す。

#### 北米
ハワイやグアム地域は積極的に開拓し、多くの観光物販店が加盟している。
北米地域はおもに、高級ホテル、日本人街の物販や飲食店、サイモン・プロパティ・グループのチェルシー・プレミアム・アウトレットなど日本人や日系人が頻繁に利用する業種や地域で加盟店を整備したが、米国セブン-イレブンも加盟がないなどショッピング利用に難が見られた。近年はDISCOVERと相互に加盟店を開放するなど利便が向上した
2006年に米ディスカバーカード (Discover Card) と提携し、2007年秋から米国内の同ブランド加盟店でJCBカードが利用可能となった。

#### 欧州
スペインで、スペイン3大銀行連合の4B、SERMEPA、EURO6000、すべてと提携している。
ブルガリア共和国では、1985年8月に Balkantourist Credit Card Inc. と加盟店業務でライセンス契約を締結して以降加盟店の拡大を図り、2006年3月1日から Transcard SA と提携してブルガリア初のICクレジットカード「TRANSCARD JCB」カードを発行するなど、現地の発行拡大を目指す。
ベネルクス3国は、1983年からJCBIがJCBカードの加盟店網を広げ、2006年1月にオランダ国内最大加盟店網のペイスクエア (PaySquare B.V.) とライセンス契約し、加盟店が増加している。

#### 南米
ブラジルでCielo社と提携し、Cielo社のカード端末でJCBカードの決済が可能である。2013年9月にブラジルの政府系金融機関Caixa Econômica Federal (Caixa) とライセンス契約でJCBカード発行に合意したことが発表された。2018年にCaixaとクレジットカードの発行を開始した。
アルゼンチンは、First Dateと提携してJCBカードが使用可能である。2015年1月からコロンビアも Redeban Multicolor と提携して利用可能となるなど加盟店網を拡充する。

#### アフリカ
エジプトは、1994年にアラブ・アフリカ国際銀行 (Arab African International Bank) と加盟店業務契約、2005年10月に同国最大手商業銀行の Banque Misr S.A.E. と加盟店業務契約、など加盟店を拡大している。

#### アジア
中国、韓国などアジア国々・地域は、各国の銀行やカード会社と提携してJCBカードを積極的に発行し、日本相当の加盟店網を有する。1982年に中国北京市で、他社クレジットカードに先駆けてカード加盟店を整備した。
2011年（平成23年）8月に、Citibank,N.A.と提携して、香港、ベトナム、タイ、フィリピン、マレーシア、インドネシアの同社カード加盟店でJCBカードの取扱いを開始した。シンガポール、台湾、グアムは従前からJCBカードを扱う。
中国や韓国で近年、JCBカードはVISAなどに比して手数料を引き下げて加盟店舗数や利用者数が急増している。
中国は銀聯(Unionpay)とスイッチカードが中国の多くの銀行から発行され、ベトナムは多くの現地銀行と提携している。

### ブランド共通のサービス

#### JCBワールドサポート

##### JCB空港サービスデスク
- 成田国際空港の第1と第2ターミナル、関西国際空港国際線、それぞれの出発ロビーに設ける。海外優待店舗のパンフレットを配備する。
- JCBカードを提示すると、渡航地最寄りのショッピング&ダイニングパスポート配布とJCBプラザを案内する。

##### JCBプラザ・JCBプラザラウンジ
- 南米、中東、アフリカを除く世界の主要都市でJCBカード保有者に、JCB加盟店紹介、イベント券取得代行、カード利用案内などを、おもに日本語で案内する。
- 2010年6月から、JTBグローバルアシスタンスへ業務委託する。既存のJCBデスクはJCBプラザにリニューアルし、JCBプラザを加えてすべて他社と共用するが、台北、ホノルル、パリなど一部地域のみ従来のJCBプラザを会員専用の「JCBプラザラウンジ」とする。
- 国内のJTBトラベルゲート有楽町店内「JCBプラザ東京」は訪日外国人旅行者が対象で、国内発行のJCBカード保有者は利用できない。
- 国内発行カードは、多くの取引が電話応対のみで完了するが、JCBカード入会やギフトカード購入などはJCBサービスデスクも対応する。

##### JCBショッピング&ダイニングパスポート
- 地域毎のJCBプラザと主要なJCB加盟店を紹介する小冊子。掲載店舗によっては冊子を提示することで割引や粗品の進呈が受けられる。JCBプラザが取り次ぐ形での現地発オプショナルツアーやホテル予約の紹介についても地域によっては掲載されている。JCBプラザを介して掲載レストランの予約も可能である。
- 2004年まで5大陸・34地域を刊行したが、2005年以降廃刊と休刊が相次ぎ、2010年4月にアジア・アメリカ・ハワイを中心とした15地域となる。

### JCBカードの発行形態

#### 3種類の発行形態
JCBカードは、
- ジェーシービー（プロパーカード）
- JCBグループのカード発行会社（フランチャイジー）
- JCBのパートナーカード発行会社

の3種類の会社によって発行される。Visaやマスターカードは自らカード発行しない。

#### 日本国内のJCBカード発行形態
発行会社は「日本のJCBカード発行会社」に詳述。
ジェーシービーとフランチャイジーが発行するカードのほかに、提携した信販会社や流通系クレジットカード会社などJCBのパートナーカード発行会社のクレジットカードにJCB加盟店で利用可能なものがある。パートナーカードの業務は各々発行会社が行うが、近年は、JCBの受託やクレディセゾンが受託してJCB以外の国際ブランドやセゾンブランドを付加したクレジットカード発行などの事例も散見される。
JCBのパートナーカード発行会社が発行するJCBブランドのカードは、JCBのパートナーカード発行会社のサービスとJCBブランド共通サービスを利用可能だが、ジェーシービーのフランチャイジー向けサービスは利用できない。

#### 日本国外のJCBカード発行形態
1981年に国際展開を開始し、当初はジェーシービーの現地法人などが在外邦人向けにJCBカードを発行した。1985年に香港で居住者向けカード発行を開始した。近年はアジア各国で、現地銀行やイオンクレジットサービス現地法人などノンバンクと提携してJCBカードを発行する。これらJCBカードは国内発行JCBカードとほぼ同等に扱う。国外の発行会員数は、1999年に100万人を、2002年8月末に300万人をそれぞれ超えた。
2005年4月に中国の国内銀行で初めて、中国銀行がJCBブランドの「中銀JCBクレジットカード」を発行した。
2002年にJCBカードの現地発行を開始した台湾の聯邦銀行は、ジェーシービーが開発した非接触決済方式「J/Speedy」搭載のクレジットカード「微風広場JCBカード」を2007年9月から発行する。
ブルガリアの Transcard SA と提携し、2006年3月1日からブルガリア初のICクレジットカード「TRANSCARD JCB」カードを発行する。JCBがヨーロッパで初めて発行する「JCBブランドのICカード」である。

### JCBコンタクトレス
グローバル非接触ICプログラムとして、JCBコンタクトレスを展開している。かつてはJ/Speedyと称された。
JCBはJ/Speedy開発に際し、Mastercardと共通の通信プロトコルを採用することを2006年に発表している。Visaが定める非接触IC決済端末仕様を採用することを2007年に発表している。2017年にAppleが提供する Apple Pay が日本で J/Speedy に対応した。
日本では、次の各社が発行するクレジットカード・デビットカード（一部を除く）がJCBコンタクトレスに対応している。
- クレジットカード
  - ジェーシービー[45]
  - イオン銀行
  - クレディセゾン
  - ジャックス
  - ポケットカード
- デビットカード
  - 楽天銀行
  - イオン銀行
  - 群馬銀行

上記の外、 Appleが提供する Apple Pay に対応するクレジットカード・デビットカード・プリペイドカード（一部を除く）がJCBコンタクトレスに対応している。

## イシュイング業務
ジェーシービーはイシュアーとして、各種のJCBカードを発行している。以下の各種サービスは、ジェーシービー及びジェーシービーのFC社発行以外から発行されたカードでもJCBカードとして受けられる場合もある。
JCBグループは、信用審査のために全国銀行個人信用情報センター、株式会社シー・アイ・シー、株式会社日本信用情報機構の信用情報機関 、それぞれに加盟している。ブランドカード発行会社によるJCBカードはその発行会社が審査する。

### 日本国内で発行するJCBカードの種類
年会費は税込、2023年3月現在

#### JCB ORIGINAL SERIES（オリジナルシリーズ）
JCBザ・クラス
黒い素材を使用した漆黒のカードにゴールドの箔押しで「JCB THE CLASS」と表記されたJCBブランドの最上級カード。審査基準などは公開されておらず、インビテーション（招待状）が送られた会員のみ入会が許される。一部利用者でオリジナルシリーズ対象のJCBゴールド以上を取得し、年間決済額およそ200 - 300万円を最低3年続けて利用履歴を積むことで届いたケースが確認されている。限度額に関して一律の制限は設けられていない。年会費は5万円。
JCBプラチナ
黒地のカード表面にシルバーで箔押しされたプラチナカード。招待制では無く、申し込み制で発行される。年会費は25,000円。
JCBゴールド ザ・プレミア
JCB ORIGINALシリーズのJCBゴールド会員を対象とした黒地のゴールドカード。招待条件はショッピング利用合計額が2年連続100万円以上で、「MyJCB」に本会員のメールアドレスを登録していること。JCBゴールドの年会費10,000円に加えサービス年会費として5,000円が必要だが、前年のショッピング利用合計金額が100万円以上の場合は追加のサービス年会費5,000円は無料となる。
JCBゴールド
学生を除く20歳以上であれば申し込み可能。年会費は10,000円。
JCB一般カード
次年度の年会費が無料となる特典がある。
JCB GOLD EXTAGE
20歳以上29歳以下の社会人を対象としている。年会費は3,000円ではあるがネクサスと異なり初年度は無料である。エクステージカードの特典に加え、JCBゴールドに準じたサービスが受けられる。ただし、ゴールド・ネクサス会員向けの雑誌「GOLD」の送付、及び掲載された店舗の優待サービスの対象外となる。初回の有効期限更新時（5年後）、審査のうえ自動的に ORIGINAL SERIESのJCBゴールド（年会費10,000円）へ切り替えになる。
JCB CARD W / JCB CARD W plus L
WEB限定発行の年会費永年無料カード。利用明細は発行されず、MyJCBで利用金額等の確認を行う。入会対象は18歳以上39歳以下。ポイントは常時2倍と優遇され、JCB ORIGINAL SERIESパートナーでカードを利用するちポイントで優遇する。plus Lは、LINDAサービスを追加したもの。
JCB CARD S
新たなスタンダードカードの位置づけ。年会費永年無料カード。CARD W / CARD W plus Lと違い39歳以下という制限はない。家族会員も無料で申し込める。
JCB一般カード/PARTNER WITH POINT / JCBゴールド/PARTNER WITH POINT
Amazon.co.jpでのポイント優遇を特徴とするカード。
JCB CARD R
リボ払い専用カード。

#### 支払可変型カード
EIT（エイト）
リボルビング払いを基本とする支払可変型（ミニマムペイメント方式）のカード。2010年11月15日に発行が開始され、使った分全てが自動的にリボ払いとなり、OkiDokiポイントが通常の2倍積算となるなど、かつてのArubara（アルバラ）カードの特徴の一部を踏襲している。リボ残高の繰上返済は積極的に説明しない。

#### 付加価値型
JCB LINDA（リンダ）、LINDA tura
女性向けのカードとして、特徴ある3種類から4種類のデザインから券面が選べる。美容院やブティックなどでの優待サービスが豊富。明細書に化粧品等の試供品がよく同封される。年会費相当（データ維持料）は毎月100円で一定条件を満たせば無料。男性でも入会できる。年度や時期によってさまざまなキャッチコピーがある。

#### FC社の一部で発行されるカード
レディス
ラベンダー色地に黒文字。一部のFC会社で発行されている女性専用カード。年会費等は一般カードと同等。
ICキャッシュカード一体型JCBカード
北洋銀行・千葉銀行・ゆうちょ銀行（JP BANKカード）などが発行している。

#### ローン専用カード
JCB CARD LOAN FAITH
個人向けローン専用カード。低金利設定となる年利4.40 - 12.50％。1回払いのキャッシングは年利5.00％。クレジットカードとカードローンの使い分けが可能で、利用限度額は最高500万円である。
first loan+
個人向けのローンカードで、融資額は最高300万円。
Business loan+
法人（中小企業経営者・個人事業主）向けのローンカード。

#### 航空系企業提携カード
- JAL JCBカード
- ANA JCBカード
- デルタ スカイマイルJCBカード
- MileagePlus JCBカード

#### 鉄道系企業提携カード
| カードの名称                      | ICカード乗車券          | 提携会社                     | 外部リンク |
| --------------------------------- | ----------------------- | ---------------------------- | ---------- |
| パスタウンPASMOカードJCB          | PASMOオートチャージ対応 | パスモ                       |            |
| Tokyo Metro To Me CARD JCB        | 〃                      | 東京地下鉄                   |            |
| 京王パスポートJCBカード           | 〃                      | 京王パスポートクラブ         |            |
| KIPS-JCBカード                    | PiTaPaは追加カード対応  | 近鉄グループホールディングス |            |
| エメラルドSTACIA PiTaPa JCBカード | PiTaPa一体型カード      | 阪急阪神カード               |            |
| JQ SUGOCA JCB                     | SUGOCA一体型カード      | 九州旅客鉄道                 |            |

#### その他提携カード
公式サイトのカードラインアップページをもとに記載。
- ディズニー★JCBカード
- Honda Cカード
- JTB旅カード
- リクルートカード
- 三菱地所グループCARD
- EXILE TRIBE JCBカード

#### 募集終了カード
JCB一般カード（旧）
「JCBカード」と称する。ショッピング・キャッシング機能を備えた標準的なJCBカード。年会費は1,250円（税別）。提携カードのJCB一般カードも、クレジットカードのサービスはこれに準ずる。
JCBゴールド（旧）
スタンダードなゴールドカード。「犯罪被害傷害保険」や「空き巣被害見舞金」を付帯する。入会資格は20歳以上で、限度額は50万円、年会費は10,000円、ゴールド会員専用デスクなども用意されている。
JCBジェイ・ワンカード
グレー地に黒文字。学生専用カードで在学期間中は年会費無料。「TuoカードJCB」や「ANA JCBカード≪学生用≫」をはじめとする学生向け提携カードのグレードはこれに属する。
JCBグランデ
エメラルド風の地色に黒文字。旅行保険機能が強化されたもの。年会費は2,500円。プロパー・提携カードの表面左上に「GRANDE」表記があるのが多い。グランデ単体カードでの個人向け新規発行は終了しているが、既存会員の更新は継続されている。2015年11月現在は個人向けではETCカードのグレードとしてグランデは残っており、ETC/JCBグランデカードとしての発行が続いている（年会費2,500円）。法人カードは募集を継続している（年会費は使用者1名で2,500円、追加1名ごとに1,500円）。
E.GO（イーゴ）
U-29を進化させたもので「男を磨く」をコンセプトにしており、それに沿った内容の会報誌等が明細書に同封される。限度額3万円の一括払い専用の「SakuttoCashing」や利用額最大1%キャッシュバック、プレーンな3種類の券面デザインが特色の他、LINDAとのコラボレーション企画（LINDA女性会員と合わせて優待など）も不定期に行われている。月会費100円（税別）で一定条件を満たすと無料。女性でも入会できる。
Type Select JCBカード
表面が無地で黒・ピンク・黄・オレンジ・青・緑・白の7色からカードデザインを選択可能である。ゴールドカードの場合は金一色のみ。登場時からオンライン申込で利用明細書の郵送なしを基本とし、入会時にMyJチェックへ自動登録される。ETCカード通行料、携帯電話料金、コンビニ買い物代金は常にポイントが2倍積算され、OkiDokiランドでポイント加算率が優遇される。年会費は一般カードは無条件で永年無料、ゴールドカードは10,000円（税別）である。旅行傷害保険は国内と海外ともに、一部FC発行を除いて付帯しない。2009年8月にJCB及び多くのFCで募集を終了し、特徴の一部は「エクステージ」に引き継がれた。さくらカード（現:SMBCファイナンスサービス）は年会費永年無料のカードを残したい意向があり、グループで唯一例外的に新規申込の受付が継続されていたが、2014年6月上旬に受付を中止した。さくらカードは7月中旬には全てのカードの募集を中止した。JCBとFCの既存会員へサービスは継続されてカード有効期限の更新も行われる。
U-29（アンダー29）JCBカード
男性で29歳以下をターゲットに2003年11月から断続的に10か月間限定で試験発行されたカードで、LINDAの男性版サービスを備え、券面は全面黒色である。
ネクサス
唯一のヤングゴールドカードで、カード更新時に30歳以上であれば信用状況によりゴールドへアップグレードが可能であったが、のちに旧ゴールドの新規加入基準が緩和されてネクサスは2004年に廃止されたが、2009年に一部のサービスを変更した「ゴールドエクステージ」として復活した。ネクサス発行当時の旧ゴールドの新規加入基準は、「30歳以上で年収500万円以上、勤続年数または（自営の場合は）営業年数10年以上」であった。
Arubara（アルバラ）
支払可変型（ミニマムペイメント方式）のカード。地紋が旧JCBデザインで水色。2001年9月に発行開始され、当初は20歳以上を対象としていたが、2002年1月より申込対象を18歳以上の学生（高校生を除く）へ拡大した。このカードは、使った分すべてが自動的にリボ払い（あるとき払い）となり、OkiDokiポイントが通常の2倍積算となる。規定の締め日までにその利用分（残債）全額を繰上返済しリボ手数料（利息）が発生しなくても、OkiDokiポイントが2倍積算のままだったため人気カードとなった。その後2004年からは総枠をカードローン利用に充当した「Arubara〈タイプL〉」も発行されていた。2008年9月に募集を終了したが、2010年11月に「EIT（エイト）」として復活した。
X-Times（エックスタイムス）
支払可変型のカード。白黒地に黄色文字。X-Timesは「あるとき払い」ではなく、締め日までに指定が無ければ原則全ての利用分が「分割10回払い」となるもので2001年から発行開始された。
JCB CARD EXTAGE
18歳以上で高校生を除く29歳以下を対象とした一般カード。一般カードと同じくカードカラーが選べる。入会後1年間は通常ポイントが1.5倍（入会後3か月間はポイント3倍）に加算されるだけでなく、ジェーシービーのアフィリエイトサイト「OkiDokiランド」内のポイント2倍の店舗を利用すると、ポイントが3倍加算される（一部対象とならない店舗もあり）など、かつてのType selectカードの特徴の一部を踏襲している。年会費は初回有効期限の5年後まで無料で、期限更新後は自動的に ORIGINAL SERIESの一般カードに強制的に切り替えられ、一般カードの年会費が発生する。
JCB一般カード/プラスANAマイレージクラブ / JCBゴールド/プラスANAマイレージクラブ
ORIGINAL SERIESにANAマイレージクラブ機能を搭載したカード。

### グループ発行会社でのサービス

#### MyJCB
公式ウェブサイト上で、利用代金明細書や利用可能額などの照会・資料請求・JCBギフトカード/QUOカードの購入・利用限度額増枠申請などの手続きが行えるサービスである。JCBグループ発行のカード会員はこれに登録することによってJ/Secure（3Dセキュア）や「MyJチェック」の登録が可能となる。
MyJCBは、クレジットカードの番号が「354」から始まる、16桁であるJCBグループ各社が発行するJCBカード（一部を除く）の会員が利用することができる。これにはジェーシービーにクレジットカード業務を委託しているブランドカード発行会社も含まれ、そのJCBカード会員も利用対象となる。
MyJチェック
「カード利用代金明細書」の郵送を停止し、「My JCB」上で発行・掲載された明細書を閲覧することへ切り替えるサービスである。ウェブ版ではPDF形式で郵送版の明細書と同等の内容を表示し、印刷・保存することが可能である。利用には、My JCBの登録が前提である。「Type select」（募集中止）や「EXTAGE」では申し込みに際して利用が必須であり、「ORIGINAL SERIES」では特典の利用条件の一つである。

#### 主なカードサービス
- JCB分割払い/リボ払い
- キャッシング（翌月一括払い。日本国内・海外で利用可能）
- JCBカード・ローン（国内利用のみ）
  - A/Xカード・ローン（Arubara/X-Times専用カードローン）
- リボ払い／カード・ローンの都度入金（あるとき払い）サービス（ローソン・セイコーマートなどのマルチメディアキヨスクや提携銀行ATMで取扱）
- 「する〜か〜ど」（ETCカード）
- Oki Dokiポイントプログラム（2002年 - ）
- JCB STAR MEMBER'S（2004年 - ）
- 空港ラウンジ
  - JCBグループの「JCBゴールド」「JCBザ・クラス」カード名義人（家族カード含む）本人に限り、提携している空港ラウンジが無料で利用できる。
    - ブランド発行会社（例 : クレディセゾンやイオン）のJCBゴールドカードでは、ジェーシービーのサービス範囲外となるため利用不可である。ただし、ブランド発行会社（例 : トヨタファイナンスや楽天KC）が空港会社とラウンジ利用の提携をしている場合は利用できる。
- JCBタクシーチケット
- JCB送金名人
  - 留学生の親族が留学先の銀行口座へ仕送りする際に、ジェーシービーが資金を立替えて代行送金するサービス。手数料が525円と直に海外送金するより格安で、翌月のカード利用代金と合算請求される。要審査。2013年3月15日にサービスを終了した[50]。
- プラスEX
  - 東海旅客鉄道（JR東海）が提供する東海道新幹線の会員制予約サービス。プラスEXカードを利用することにより、東海道新幹線の割引が受けられるが、同社のエクスプレス予約とはサービス内容が異なる。年会費は525円（2012年から）。
- 純金・プラチナ積立
  - 三菱商事のサービスで、JCBで月々の積立額を決済可能である。2009年11月に提携を解消した。

### JCBカードホルダーが利用できるサービス
- 寄付
  - JCBのウェブサイトと電話で寄付を受け付ける。JCBグループ発行カードではポイント付与対象外。
- チケットJCB（旧JCBオンラインチケットセンター）
  - プレイガイドサービス。興行によっては先行予約受付や優待価格でチケットを購入できる。2013年8月4日まではローソンHMVエンタテイメントに運営を委託していたが、同年8月15日より委託先がイープラスに変更された[51]。
- JCB Magical
  - 年初から秋頃までに応募すると、クリスマスの時期に東京ディズニーリゾートのペアパスポートまたは会員向けのスペシャルデーに招待される賞品が抽選で当たるキャンペーンで毎年行われている。その他不定期に各種キャンペーンが行われている。

## アクワイアリング業務
JCBグループ各社（一部を除く）がJCBカード（クレジットカード・デビットカード・プリペイドカード）・JCB PREMO・JCBギフトカードを取り扱う。日本国内で下記ブランドのアクワイアリングを行う。
- 中国銀聯 （中国銀聯股份有限公司）
- American Express (American Express International, Inc.)
- Discover (Discover Financial Services LLC)
- Diners Club （三井住友トラストクラブ株式会社）

## クレジットカード事業以外の事業内容

### 金券類発行事業

#### JCBギフトカード
JCBギフトカードは、JCBブランドの全国共通商品券である。国内のJCBカード加盟店の内ギフトカード契約をしている50万以上の店舗で扱えるが、他社同様チェーン店以外の市中の物販・飲食店では取扱表示をしていないところが多い。
カード会社のギフトカードは、JCBが開発し、各社に広まったもので、汎用型商品券に先鞭をつけ、百貨店の共通商品券の発行にも影響を与えた。
JCBギフトカードは、ジェーシービーの他に、イオンクレジットサービスなどブランド発行会社と、全日空や丸井今井など一般企業と提携したものが存在し、提携JCBギフトカードは、券面は通常のものと同一デザインで、提携会社のロゴマークや「XXXX（提携会社の通称名）GIFTCARD」表記が成されている。
1990年代から1999年を中心に高額（1万円）券を中心に偽造券が大量発生したため、2000年にデザインを変更。横約1.1センチメートル幅の模様が変化するホログラム・潜像模様・マイクロ文字・深凹版印刷など、紙幣に匹敵する偽造対策を盛り込んでいる。現在は5千円券と千円券のみ発行。
2007年6月にJTBと提携事業開発会社として株式会社J&J事業創造を設立を設立し、JTBの商品券事業を合弁する。JCBおよびJ&Jが発券と加盟店を管理する。JTBの汎用ギフトカード「ナイスショップ」、宿泊施設利用券「ナイススティ」、JTB旅行券「ナイストリップ」は2007年5月で販売を終了し、ナイスショップはJCBギフトカードとして利用可能な「JTBナイスギフト」へ移行した。従来のナイススティとナイストリップは、JCBギフトカードとしては利用不可な「JTB旅行券」に統合した。
JCBギフトカードのほかに「ヨドバシカメラ商品券」など自店のみ扱うハウス商品券の発行を受託する。

#### JCB QUOカード
JCB QUOカードは、2005年のジェーシービーと（株）クオカードの業務提携によって2006年から発行が開始されたQUOカード。
JCBギフトカードが取り扱えずにQUOカードが使えるコンビニエンスストア等での利用を想定した新たなギフトカードとしてジェーシービーから発行されるが、使い勝手はQUOカードと全く同一である。

### クレジットカード業務受託事業

#### 小田急電鉄株式会社
従来小田急百貨店のハウスカードと各種ポイントカード発行のみであったが、2004年から小田急グループ共通のポイントカード（OPカード）と、三菱UFJニコスのライセンスによるVisa/Mastercardブランド及びJCB提携のOPインターナショナルカードを発行するのにあたり、ポイントカード業務とクレジット会員募集以外の業務のうち、OPインターナショナルJCBカードと従来のハウスカードの業務をジェーシービーへ委託していた。
このうち、ハウスカードは2019年3月末をもってサービスを終了しており、OPインターナショナルカードについては2023年8月16日にジェーシービーへ発行業務が移管された。
OPインターナショナルVisa/Mastercardの会員募集以外の業務については三菱UFJニコスへ委託している。

#### 西日本旅客鉄道株式会社
三菱UFJニコス（UFJカード→MUFGカード）のライセンスによるVisa/Mastercardブランド及びJCB提携のJ-WESTカード発行にあたり、JCBカードの業務の一部をジェーシービーへ、Visa/Mastercardの業務の一部を三菱UFJニコスへそれぞれ委託している。

### 決済ソリューション
下記の決済システムを提供する。
- QUICPay
- ID
- Offica
- taspoの電子マネー機能「ピデル」の運営と管理事務も受託した。

### カード自動付帯保険
発行するクレジットカードの種類により、下記保険を申し込み無く付帯する。
- 個人カード付帯保険
- 法人カード付帯保険
- ショッピングカード保険

## システム開発

### 不正使用検知セキュリティシステム
ジェーシービーは、2004年5月26日に、クレジットカードの不正使用検知セキュリティシステムの「JCB Aegis」（イージス）を導入した。それまで使用されていた「FDS」（Fraud Detection System）に複合させる形で導入されたもので、試行導入された2003年10月から翌年5月頃までの約半年間で、不正被害金額を前年同月比約3割から4割削減する実績を挙げたものである。

### 次世代システム開発
ジェーシービーは、2003年に発表した経営戦略「JCB 経営ビジョン2010」に基づき、次世代システムを開発した。この次世代システムの開発は2004年9月に発表され、2005年2月には日本信販とUFJカードも、業務系基幹システムと災害対策システムでジェーシービーのシステムを用いることが発表された。このシステムは2008年度に本格稼動を開始している。三菱UFJニコス（旧：UFJカード及び日本信販）は財務体質強化のためこのシステムをベースにしたシステム構築のための共同化プロジェクトを凍結している。

## 日本のJCBカード発行会社

### JCBのパートナーカード発行会社
五十音順に記載（2023年4月11日現在）。
| 発行元                               | クレジットカード | デビットカード | プリペイドカード |
| ------------------------------------ | ---------------- | -------------- | ---------------- |
| アプラス                             | Yes              | No             | No               |
| イオン銀行                           | Yes              | Yes            | No               |
| 出光クレジット                       | Yes              | No             | No               |
| いよてつカードサービス               | Yes              | No             | No               |
| auじぶん銀行                         | No               | Yes            | No               |
| エヌケーシー                         | Yes              | No             | No               |
| エヌシーおびひろ                     | Yes              | No             | No               |
| エヌシーガイドショップ               | Yes              | No             | No               |
| エヌシーくまもと                     | Yes              | No             | No               |
| 小田急電鉄                           | Yes              | No             | No               |
| オリエントコーポレーション           | Yes              | No             | No               |
| 九州日本信販                         | Yes              | No             | No               |
| クレディセゾン                       | Yes              | No             | No               |
| コメリキャピタル                     | Yes              | No             | Yes              |
| トワライズ                           | Yes              | No             | No               |
| シティックスカード                   | Yes              | No             | No               |
| ジャックス                           | Yes              | No             | No               |
| 住信SBIネット銀行                    | Yes              | No             | No               |
| セブン・カードサービス               | Yes              | No             | No               |
| セブン銀行                           | No               | Yes            | No               |
| セブンCSカードサービス               | Yes              | No             | No               |
| 大和ハウスフィナンシャル             | Yes              | No             | No               |
| 髙島屋ファイナンシャル・パートナーズ | Yes              | No             | No               |
| 東武カードビジネス                   | Yes              | No             | No               |
| トヨタファイナンス                   | Yes              | No             | No               |
| 西日本旅客鉄道                       | Yes              | No             | No               |
| ニッセン・クレジットサービス         | Yes              | No             | No               |
| 日専連                               | Yes              | No             | No               |
| バローフィナンシャルサービス         | Yes              | No             | No               |
| ビューカード                         | Yes              | No             | No               |
| PayPayカード                         | Yes              | No             | No               |
| ほくせん                             | Yes              | No             | No               |
| ポケットカード                       | Yes              | No             | No               |
| ミクシィ                             | No               | No             | Yes              |
| 三井住友カード                       | Yes              | No             | No               |
| 三菱UFJニコス                        | Yes              | No             | No               |
| 宮崎信販                             | Yes              | No             | No               |
| モデルクレジット                     | Yes              | No             | No               |
| モデル百貨                           | Yes              | No             | No               |
| UCS                                  | Yes              | No             | No               |
| ゆめカード                           | Yes              | No             | No               |
| ライフカード                         | Yes              | No             | No               |
| ライフフィナンシャルサービス         | Yes              | No             | No               |
| LINE Pay                             | No               | No             | Yes              |
| 楽天カード                           | Yes              | No             | No               |
| 楽天銀行                             | No               | Yes            | Yes              |

## 主な子会社・関連会社

### 日本
- 株式会社ジェーシービー・サービス
- 株式会社ジェーシービー・インターナショナル
- 株式会社日本カードネットワーク
- 株式会社ジェイエムエス
- 株式会社JCBエクセ

株式会社JCBトラベルは、JTBとJCBが折半出資する株式会社J&J事業創造の子会社である。

### 海外
- JCB International Business Consulting (Shanghai) Co., Ltd.
- JCB International (Asia) Ltd.
- JCB International (Taiwan) Co., Ltd.
- JCB Card International (Korea) Co., Ltd.
- JCB International Asia Pacific Pte. Ltd.
- JCB International Holding (Thailand) Co., Ltd.
- JCB International (Thailand) Co., Ltd.
- PT. JCB International Indonesia
- JCB International (Oceania) Pty Ltd.
- JCB CARD INTERNATIONAL (SOUTHASIA) Pvt. Ltd.
- JCB International Credit Card Co., Ltd.
- JCB International (Micronesia) Ltd.
- JCB International do Brasil Administradora de Cartões de Pagamento Ltda.
- JCB International (Europe) Ltd.
- JCB International (ltaly) S.p.A.
- JCB International (France) S.A.S.
- JCB International (Eurasia) LLC
- JCB Middle East LLC

## 協賛・スポンサー

### 協賛活動一覧
- 読売ジャイアンツ（オフィシャルスポンサー）
- アジアサッカー連盟（オフィシャルスポンサー）
- 東京ディズニーリゾート（オフィシャルスポンサー）
  - （過去）キャプテンEO（東京ディズニーランドにある、2014年6月30日までスポンサーだったアトラクション）
  - スター・ツアーズ:ザ・アドベンチャーズ・コンティニュー（東京ディズニーランドにある、2014年7月1日からスポンサーになったアトラクション）
  - （過去）ストームライダー（東京ディズニーシーにある、パーク開園当初からスポンサーのアトラクション）
  - ニモ＆フレンズ・シーライダー
- ユニバーサル・スタジオ・ジャパン（コーポレート・マーケティング・パートナー）
  - ザ・フライング・ダイナソー（2016年3月18日からアトラクション協賛）
- 24時間テレビ 「愛は地球を救う」（日本テレビ系列のチャリティー番組。カード決済による募金を受付）
- ZETA DIVISION

過去
- JCB・MEP賞（セントラル・リーグ　2007年シーズンをもって終了）
- JCBクラシック（ゴルフトーナメント　2007年シーズンをもって終了）
- 日本プロサッカーリーグ（Jリーグ　2012年7月より2015年末までリーグ戦トップパートナー協賛者に）
- JCBホール（東京ドームシティのミーツポート内の多目的ホール。2008年3月19日から2011年3月30日まで同社が命名権を取得）

### 東京ディズニーリゾートとの関係
ジェーシービーは、東京ディズニーランド(TDL)・東京ディズニーシー(TDS)の参加企業（オフィシャルスポンサー）としても有名であり、東京ディズニーランドのアトラクションである「スター・ツアーズ:ザ・アドベンチャーズ・コンティニュー」（2014年7月 - ）および、東京ディズニーシーの「ニモ&フレンズ・シーライダー」にスポンサー提供している。利用対象者が限定されたスポンサーラウンジ（JCBラウンジ）も併せて設置されている。
東京ディズニーリゾート(TDR)の「オフィシャルカード」ともなっており、年に一度、TDRを貸し切りにした上でJCBカード会員を抽選で招待するキャンペーン（後述）を行っていることでも知られている。
自社発行（ディズニー★JCBカード）を始め、イオンカードや楽天カードなどといった、パートナーカードであってもディズニーキャラクター柄のカードの国際ブランドは当社のみとなっている。
東京ディズニーランド開業時より長きにわたり、園内ではJCBカードしか使用できなかったが、東京ディズニーシーのオープンに前後して、ジェーシービーとアメリカンエキスプレス以外の日本国内クレジットカード会社とも加盟店契約を行った。これにより、Visa/マスターカード/ダイナースクラブの国際ブランドが付帯されたカードも利用可能である。レジなどでは従前からJCBロゴ単体が大きく印刷された案内ステッカーのみ掲げられていることから、JCB以外のカードは使用できないと誤解している利用者もいる。JCBギフトカードについてはオリエンタルランドの敷地内ではイクスピアリやディズニーホテルを除き使用できない。かつては電子マネーQUICPayやタッチ決済も利用できなかったが、QUICPayはNTT決済サービスiDや交通系ICカードと共に2018年11月5日から、タッチ決済は他社国際ブランドと共に2023年9月11日から、それぞれ一部店舗を除いて利用可能となる。
「JCBマジカル」などのキャンペーン施策で、JCB（スポンサー）貸切日へのTDL招待・TDRバケーションパッケージ・TDR1デーパスポート・特製デザインのQUOカード等を景品として用意している。
世界のディズニーパークの中で、ジェーシービーがオフィシャルカードになっているのは東京ディズニーリゾートだけである。他のパークでは、アメリカ・ディズニー社とスポンサー契約を結んでいる「Visa」がオフィシャルカードになっている。イクスピアリではオリコとMastercardによる提携カードを発行しているほか、非接触決済方式にはMastercardコンタクトレスを採用している。

## 提供番組
- 世界まる見え!テレビ特捜部（日本テレビ）
- ガチンコ!（TBS系列）
- S-PARK（フジテレビ）※2021年10月から[注 7]。
- しゃべくり007（日本テレビ）※2020年9月まで。
- 木曜洋画劇場（テレビ東京）
- にじいろ☆ハワイ（BS12 トゥエルビ）[77]
- D's Cafe supported by ディズニー★JCB カード（bayfm）[78]
- 木曜劇場（フジテレビ）※臨時スポンサー[注 8]

## 不祥事
- 2015年11月、本社の従業員7人に対し労使協定に反する違法な残業を強いていたことが発覚した。残業時間は1か月当たり90時間以上で[79]、最大で月147時間に達している者もいた[80]。これまでの東京労働局からの是正勧告を受けていたが改善されないため、取締役を含む4人が労働基準法違反の疑いで三田労働基準監督署から東京地方検察庁に書類送検された。

## その他
- JCBブランド全体のCMキャラクターとして、木村拓哉（2000年頃）や深津絵里（2004年秋まで）、織田裕二（2004年冬 - 2006年）などを起用。現在は二宮和也（2010年 - ）と川口春奈（2021年 - ）を起用している。プロパーカードCMキャラクターは、福山雅治（2015年）、現在は片岡愛之助（2021年 - ）。JCBデビットCMキャラクターは、榮倉奈々（2016年 - ）、現在は永野芽郁（2022年 - ）。 QUICPayのCMキャラクターは、中村倫也（2019年 - ）、現在は波瑠（2022年 - ）を起用。
- 1990年代前半までJCBカードの利用代金引落し口座は、富士銀行と住友銀行を指定できなかった。富士銀行は日本ダイナースクラブ（現：三井住友トラストクラブ）の出資者で、住友銀行のグループ会社住友クレジットサービス（現：三井住友カード）はVISAジャパン（現：VJA）を統括していた。
- トラベレックスジャパンの店舗は、外貨現金の購入にJCBブランドのカードで決済が可能である。
- タクシーチケットは、北海道とほかの地域で異なった。北海道地域は、ジェーシービーの事業を担うエイチ・シー・ビー（北海道拓殖銀行との合弁会社）が独自にタクシーチケットを発行していたためで、拓銀の破綻後にジェーシービー北海道への社名変更を経てジェーシービーに吸収合併（現：北海道支社）された2004年4月以降も北海道では専用のチケットしか使用できず、別途手配する必要が生じた。逆も同じである。2007年4月1日にこの枠組みが撤廃され、不便が解消された。小田急電鉄など一部のグループ会社では、2010年12月末日に個人会員向けのJCBタクシーチケットの新規発行を終了する。
- 社史『JCBカードの半世紀』を発行している。